# Sabueso de Maremma

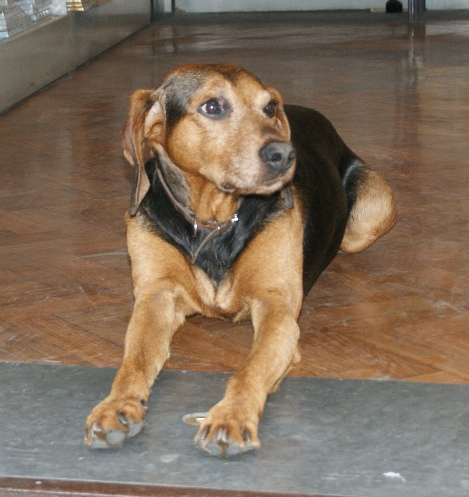
Segugio Maremmano

El Sabueso de Maremma es una raza de perro muy popular en Italia, originaria de las llanuras costeras de Maremma, en la región de la Toscana, Italia.
Se trata de una raza ampliamente utilizada para la caza del jabalí. Los criadores toscanos han seleccionado a los perros por su habilidad en la caza, por lo que su apariencia varía.
La raza está reconocida por el Ente Nazionale della Cinofilia Italiana (Club cinológico italiano) - donde hay registrados más de 6.600 ejemplares, siendo la tercera más numerosa en Italia en 2009 - y por el FCI.
Debido al gran número de fundadores y la variedad genética, la raza disfruta de una relativa libertad en cuando al cruce genético. La mayor parte de razas derivan de un número de fundadores muy pequeño (por ejemplo, tan sólo se utilizaron 9 ejemplares en la creación del Husky siberiano) y por lo tanto tienden a un amplio porcentaje de incidencias y enfermedades debidas a mutaciones genéticas del que el sabueso carece.

## Apariencia
Los machos miden 48 a 54 cm a la cruz y las hembras de 46 a 52 cm. Su peso varía entre 13 y 23 kg con un manto suave o áspero de color marrón, negro y bronce o atigrado.